# Theodorus Craanen

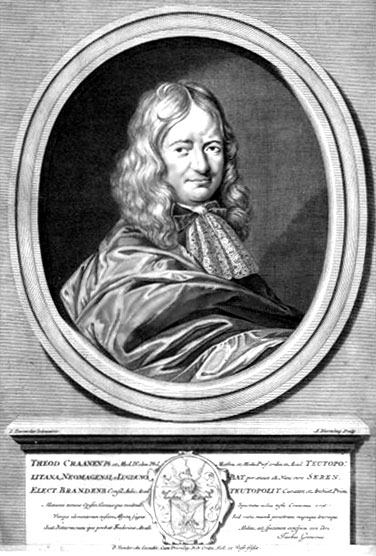
Theodorus Craanen

Theodorus Craanen (of Kranen) (Keulen, ca. 1633 - Potsdam, 27 februari 1688) was een Duits hoogleraar in de wijsbegeerte en de medische wetenschap.
Hij studeerde aan de universiteiten van Utrecht, Leiden en Duisburg. In Duisburg promoveerde hij in 1657 in de medische wetenschap en ging daar in de staf werken. In 1659 promoveerde hij ook in de filosofie.
Craanen werkte sinds 1661 als hoogleraar wijsbegeerte aan de Kwartierlijke Academie van Nijmegen en was een aanhanger van René Descartes. Vanaf 1670 was hij hoogleraar wijsbegeerte en wiskunde aan de Universiteit Leiden en was hij ook onderregent van de staten collegie in Leiden. Na een conflict met collega Friedrich Spanheim over Descartes moest hij in 1673 beide functies opgeven en werd hij benoemd tot hoogleraar in de medische wetenschap aan de Leidse universiteit. Zijn bekendste werk is de Tractatus Physico-Medicus.
In 1687 ging hij naar Berlijn waar hij op uitnodiging van Frederik Willem I van Brandenburg eerste geneesheer werd.
- Biblioteca Nacional de España: XX1625207
- Biografisch Portaal: 02330831
- Digitale Bibliotheek voor de Nederlandse Letteren: kran008
- Gemeinsame Normdatei: 128553235
- International Standard Name Identifier: 0000 0000 5567 7298
- Library of Congress Control Number: n88038870
- Nationale Bibliotheek van Tsjechië: nlk20010100507
- Nederlandse Thesaurus van Auteursnamen: 070878005
- Réseau des bibliothèques de Suisse occidentale: 02-A024133666
- Istituto Centrale per il Catalogo Unico: MILV238553
- Virtual International Authority File: 63087609
- WorldCat: E39PBJht8tVtmJ7RJgQfWMBQMP